# Corinthians Alagoano
Sport Club Corinthians Alagoano este o echipă de fotbal din Brazilia. 